# إلما لويس
إلما لويس (بالإنجليزية: Elma Lewis)‏ هي مدرسة فن أمريكية، ولدت في 15 سبتمبر 1921 في بوسطن في الولايات المتحدة، وتوفي بنفس المكان في 2004.